# Corpúsculo de Nissl

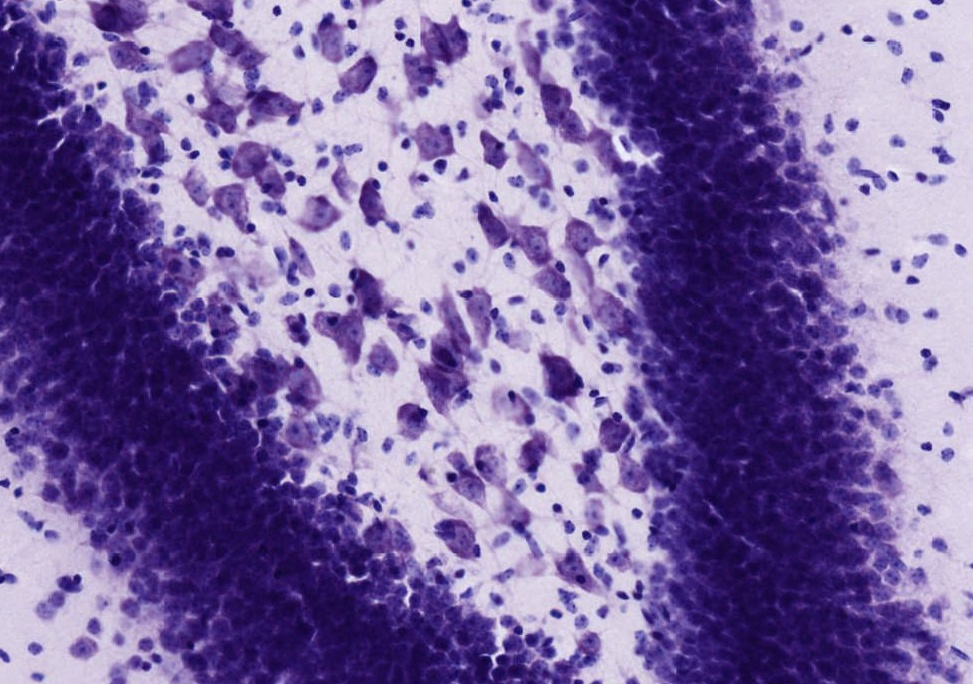
Imagem de uma seção histológica com coloração de Nissl do hipocampo de um roedor mostrando vários tipos de neuronas.

Os corpúsculos de Nissl ou grânulos de Nissl ou também denominada substância cromófila, são acumulações basófilas, que se encontram no citoplasma de células nervosas. Recebem este nome devido a Franz Nissl, neurólogo alemão (1860-1919).
Estes grânulos são retículo endoplasmático rugoso (com ribossomas) e são locais de síntese de proteínas.
O corpúsculos Nissl se encontram no pericário e na primeira porção dos dendritos, são ausentes no axônio e no cone de início do axônio.
Sua presença permite notar-se uma coloração intensa, já que têm grande afinidade pelos corantes básicos ao fazer-se um estudo histológico.
A presença de corpúsculos de Nissl pode ser demonstrada por uma coloração seletiva desenvolvida por Nissl que se baseia em uma coloração por anilina usada para marcar grânulos extranucleares de RNA.
Apresentam variantes sob certas condições fisiológicas e no caso de condições patológicas podem dissolver-se e desaparecer (cariólise).
Presente na Neuro-hipófise, atuam na produção de neurossecreções (ADH e ocitocina) que são transportadas ao longo dos axônios e se acumulam nas suas extremidades, formando depósitos denominados de Corpos de Herring.